# Óniró mu
Az Oniro mou (magyarul: Az álmom, hivatalos magyar átírással: Óniró mu) a görög Yianna Terzi dala, mellyel Görögországot képviselte a 2018-as Eurovíziós Dalfesztiválon Lisszabonban. A dal belső kiválasztás során nyerte el az eurovíziós indulás jogát. 2018. március 11-én mutatták be.

## Eurovíziós Dalfesztivál
A dalt az Eurovíziós Dalfesztiválon a május 8-i első elődöntőben adta elő, fellépési sorrendben tizennegyedikként az Ausztriát képviselő Cesár Sampson Nobody but You című dala után és a Finnországot képviselő Saara Aalto Monsters című dala előtt. Az elődöntőben a tizennegyedik helyen végzett, így nem jutott tovább a május 12-i döntőbe. Ez volt a második alkalom Görögország eurovíziós történelmében, hogy az országot képviselő dal nem jutott tovább a dalfesztivál döntőjébe.
A következő görög induló Katerine Duska Better Love című dala volt a 2019-es Eurovíziós Dalfesztiválon.